# Sidick Abdelkerim Haggar
.